# Christian Kohlund
Christian Kohlund (Basel, 17 de agosto de 1950) é um ator e diretor suíço.

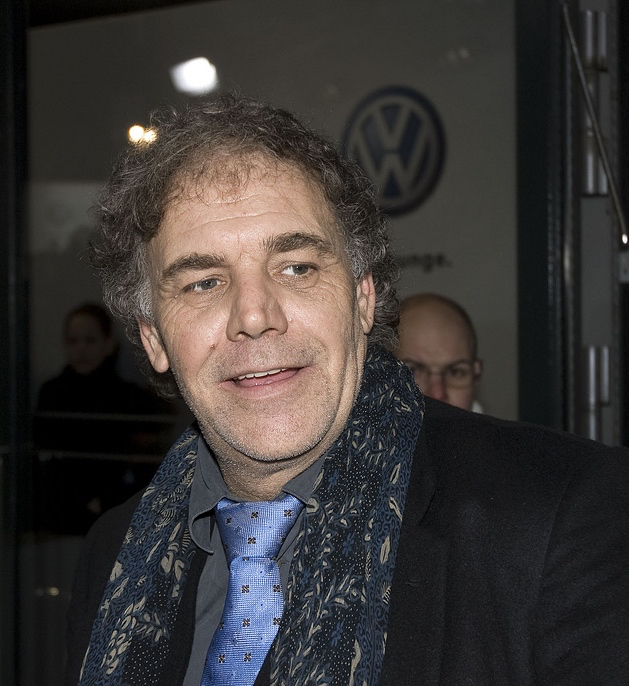
Christian Kohlund

Dentre os papéis de maior destaque, interpretou Marcus Gunther em Sun on the Stubble.